# Aric Almirola
Aric Michael Almirola, född 14 mars 1984 i Fort Walton Beach i Florida, är en amerikansk racerförare som tävlar inom motorsportsorganisationen Nascar. Han är sedan 2018 heltidsförare för bil #10 tillhörande Stewart-Haas Racing, som deltar i Nascar Cup Series.
Almirola har kört 316 tävlingar i högsta serien och vunnit två av dessa, 2014 års Coke Zero 400 och 2018 års 1000Bulbs.com 500. Han har dock inte vunnit någon säsongsmästerskap under sin karriär. Almirola har tidigare kört för Joe Gibbs Racing, Dale Earnhardt, Inc., Earnhardt Ganassi Racing, Phoenix Racing, Tommy Baldwin Racing och Richard Petty Motorsports.
Han har också tävlat i Nascar Xfinity Series (2006–2018) och Nascar Truck Series (2005–2012).
Innan Almirola blev professionell racerförare, studerade han maskinteknik vid University of Central Florida.

## Resultat
Källa: 
| Motorsportserie       | Tävlingar | Pole position | Topp 10-placeringar | Racevinster | Säsongsmästare |
| --------------------- | --------- | ------------- | ------------------- | ----------- | -------------- |
| Nascar Cup Series     | 336       | 3             | 72                  | 2           | 0              |
| Nascar Xfinity Series | 102       | 5             | 38                  | 3           | 0              |
| Nascar Truck Series   | 78        | 0             | 38                  | 2           | 0              |